# جهنده‌ماهی جنوبی
جهنده‌ماهی جنوبی (نام علمی: Percina austroperca) نام یک گونه از سرده جهنده‌ماهی‌های شکم‌زبر است.